# IC 4686
IC 4686 је спирална галаксија у сазвјежђу Паун која се налази на листи објеката дубоког неба у Индекс каталогу.
Деклинација објекта је - 57° 43' 56" а ректасцензија 18h 13m 38,7s. Привидна величина (магнитуда) објекта IC 4686 износи 13,9 а фотографска магнитуда 14,7. IC 4686 је још познат и под ознакама ESO 140-9, FAIR 44, PGC 61601.